# The Night (песня Disturbed)
«The Night» — сингл американской рок-группы Disturbed. Песня была выпущена как четвёртый сингл с четвёртого студийного альбома Indestructible. Видеоклип был снят в январе 2009 года и был выпущен в конце марта 2009 года.

## Запись
«The Night» была первой законченной песней с альбома Indestructible. Вокалист Дэвид Дрейман составил вокальную линию для песни только через три дня. Дрейман позже объяснил: «инструментальная версия была настолько прохладной и настолько темной и структурной, что я сразу же отчасти начал придумывать лирику». Это заставило Дреймана называть отчет «The Night».

## Музыкальный стиль и лирические темы
Вокалист Дэвид Дрейман сказал, что текст «The Night» «изображает ночь почти так же как живое существо, которое освобождает Вас. Вы окутаны этим». Дэн Марсикэно из 411mania утверждает, что, музыкально, «The Night» является «эпопей, у которой есть одно из лучших соло, которые Дэн Дониган когда-либо делал и броский вокал.» Пол Гаргэно из Artistdirect сравнивает «The Night» с четвёртым альбомом Metallica… …And Justice for All, утверждая, что гитарист Дэн Дониган, «играет громко и ясно, сокрушает темноту, но в то же время несёт и успокоение.» Эндрю Блэки из PopMatters утверждает, что песня — «один редкий момент спонтанности Disturbed», потому что «барабаны и гитары играют в определённом временном промежутке», соло гитары «The Night» было отмечено отдельно.

## Клип
Сюжет видео показывает группу, играющую на подземной стоянке, где вокалист Дэвид Дрэйман сидит перед автомобилем, а позади него двигается тёмная тень. В конце клипа охранник замечает через камеру наблюдения, что что-то тёмное двигается вокруг автомобиля и идёт проверить и в конце клипа эта темнота поглощает его. «The Night» был снят в январе 2009 года режиссёром Дворянам Джонсом, и затем выпущен в конце марта 2009 года. Джонс был вдохновлён во время съёмки клипа идеей научной фантастики и фильмами ужасов, такими как «Чужой» и «Нечто», и результат «соответствовал тёмным тонам гитары и задумчивым вокальным партиям.»

## Список композиций
Слова и музыка всех песен — Disturbed.
| №                   | Название            | Длительность |
| ------------------- | ------------------- | ------------ |
| 1.                  | «The Night»         | 4:46         |
| Общая длительность: | Общая длительность: | 4:46         |

## Позиции в чартах
| Чарт (2009)                | Позиция |
| -------------------------- | ------- |
| Hot Mainstream Rock Tracks | 2       |
| Hot Modern Rock Tracks     | 18      |

## Персоналии
- Дэн Дониган — гитара, продюсер
- Дэвид Дрейман — вокал, co-продюсер
- Майк Венгрен — ударные, co-продюсер
- Джон Мойер — бас-гитара
- Нил Аврон — mixing
- David Finch — artwork